# Доу (озеро)
Доу (англ. Dow's Lake) — озеро у місті Оттава, Канада. Відносно невелике штучне озеро в каналі Рідо, розташоване на відстані 2 км на північ від водоспадів Хогс-Бек у центральній частині Оттави, на північний захід від району Глібов. Озеро знаходиться на південній межі Престон-стріт, на південь від перехрестя з Карлинг-авеню і на захід від Бронсон-авеню. На південь від озера розташований Карлтонський університет, а на захід, на околиці Центральної дослідної ферми — сад Доміньон.

## Історія

### Раннє поселення
Озеро назване на честь Абрама Доу, якому належала земля в цій місцевості у 1816 р. До початку спорудження каналу Рідо місцевість була відома як Велике болото Доу. Озеро виникло, коли була побудована дамба на північному березі каналу. Спочатку планувалося, щоб канал проходив на північ від майбутнього озера, проте пізніше план довелося змінити через підняті земельними спекулянтами ціни на цьому відрізку.

### Розвиток у 20 столітті
До кінця 1940-х рр. на північний схід від парку проходили залізничні колії, а навколишній район був в основному промисловим.
Поруч із сучасним туристичним павільйоном на західному березі розташована казарма резерву Канадських збройних сил і флоту.
Під озером проходить залізничний тунель. Раніше він належав компанії Канадська тихоокеанська залізниця і був споруджений замість лінії, яка раніше проходила по шляхах над поверхнею озера. Пізніше, в 2001 р, агентство публічного транспорту Оттави ввело в дію Оттавське легке метро, шлях якого пройшов через цей тунель.
На озері встановлена скульптура «Людина з двома капелюхами». Її урочисто відкрила нідерландська принцеса Маргарита в пам'ять про своє народження в розташованій неподалік міській лікарні Оттави, а також про роль канадської армії у визволенні Нідерландів від гітлерівської окупації. Копія скульптури встановлена в м. Апелдорн, Нідерланди.

## Туристичні визначні пам'ятки

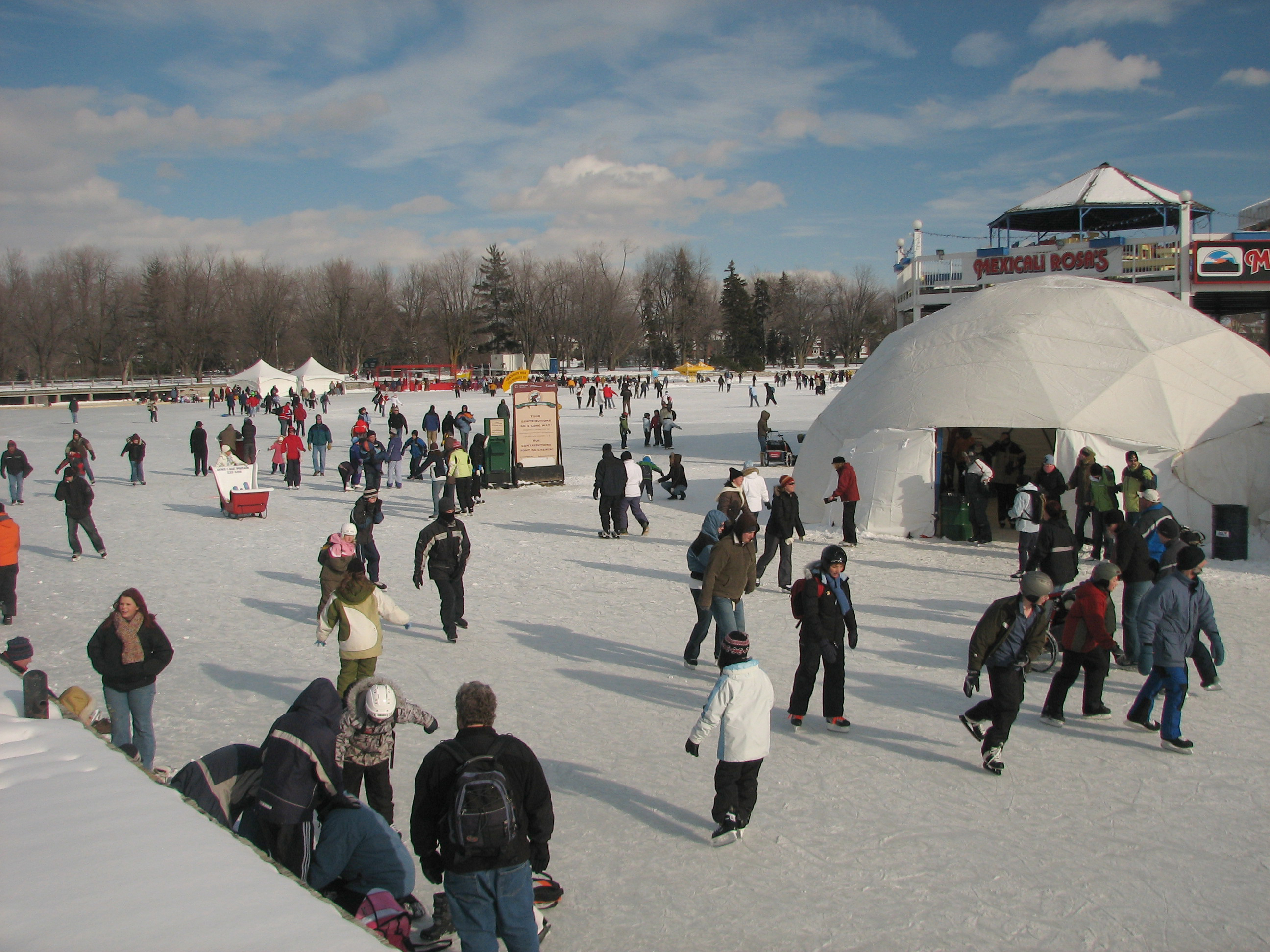
Озеро під час зимового фестивалю [https://en.m.wikipedia.org/wiki/Winterlude Вінтерлюд

Щорічно в травні в парку комісара, що прилягає до озера з північно-східного боку, проводиться частина заходів Канадського фестивалю тюльпанів. На клумбах уздовж каналу Рідо висаджуються близько 300 тис. тюльпанів 50 різних сортів.
Взимку озеро Доу замерзає. На озері організовується катання на льоду. Щороку в лютому тут проходить частина заходів зимового фестивалю Вінтерлюд [Архівовано 25 квітня 2022 у Wayback Machine.], зокрема, «перегони на лижах» і «гонки офіціантів».
На північній частині озера розташований павільйон з 3 ресторанами (Malone's, Lago і Guadala Harry's), пристанню для оренди каное і гребних човнів, а взимку — ковзанів. Павільйон функціонує протягом всього року.